# بلنم (کارولینای جنوبی)
بلنم(به انگلیسی: Blenheim) شهری در ایالت کارولینای جنوبی کشور ایالات متحده آمریکا است که جمعیت آن در سرشماری سال ۲۰۱۰ میلادی، ۱۵۴ نفر بوده‌است.